# Kanton Samer
Samer (Nederlands: Sint-Wulmaars) is een voormalig kanton van het Franse departement Pas-de-Calais. Het kanton maakte deel uit van het arrondissement Boulogne-sur-Mer. In 2015 werd het kanton opgeheven. De ene helft ging op in het kanton Outreau en de andere helft in het kanton Desvres.

## Gemeenten
Het kanton Samer omvatte de volgende gemeenten:
- Carly
- Condette
- Dannes (Dalnes)
- Doudeauville
- Halinghen
- Hesdigneul-lès-Boulogne
- Hesdin-l'Abbé
- Isques (Iberge)
- Lacres
- Nesles (Nele)
- Neufchâtel-Hardelot (Nieuwkasteel-Hardelo)
- Questrecques
- Saint-Étienne-au-Mont (Sint-Stevens Bergen)
- Saint-Léonard (Hokinghem)
- Samer (Sint-Wulmaars) (hoofdplaats)
- Tingry
- Verlincthun
- Wierre-au-Bois (Wilder)